# Nazareno, Mexiko
Nazareno är en ort i Mexiko.   Den ligger i kommunen Lerdo och delstaten Durango, i den centrala delen av landet, 800 km nordväst om huvudstaden Mexico City. Nazareno ligger 1 176 meter över havet och antalet invånare är 6 332.
Terrängen runt Nazareno är kuperad åt nordost, men åt sydväst är den platt. Runt Nazareno är det mycket glesbefolkat, med 3 invånare per kvadratkilometer. Närmaste större samhälle är Torreón, 16,1 km norr om Nazareno. Omgivningarna runt Nazareno är i huvudsak ett öppet busklandskap.